# Macaracas
Macaracas – miasto w południowej Panamie, położone na półwyspie Azuero w prowincji Los Santos. Liczba mieszkańców: 2 890 (2010). Stolica dystryktu Macaracas.
Macaracas położone jest 32 km na południe od Drogi Panamerykańskiej. Według lokalnej legendy nazwa miasta pochodzi od imienia wodza lokalnego plemienia. „Ma-Kä-Raka” w języku indian Ngobe znaczy „twoje imię mi się nie podoba”. Gospodarka miasta opiera się na rolnictwie, hodowli i drobnym handlu. Festiwale organizowane są w mieście z okazji święta Trzech Króli (6 stycznia), patrona miasta Św. Jana Chrzciciela (24 czerwca) i Św. Róży z Limy (30 sierpnia).